# Bathory (album)
Bathory je debitantski studijski album švedskog ekstremnog metal sastava Bathory. Album je 2. listopada 1984. objavila diskografska kuća Tyfon Grammofon. Mnogi ga obožavatelji i kritičari smatraju prvim black metal uratkom.

## Pozadina i snimanje
Bathory je bio osnovan 1983. godine. Frontmen grupe, Quorthon, bio je zaposlen na nepuno radno vrijeme u maloj diskografskoj kući Tyfon. Krajem 1983. i početkom 1984. kuća je radila na kompilaciji pjesama skandinavskih metal skupina. Međutim, jedna od njih se odlučila povući u posljednjem trenutku. Tyfon je dozvolio Bathoryju da se pojavi na albumu kako bi popunio mjesto te je sastav za kompilaciju u siječnju snimio dvije pjesme—"Sacrifice" i "The Return of the Darkness and Evil". Nosač zvuka, Scandinavian Metal Attack, bio je objavljen u ožujku 1984. i označio je prvu Bathoryjevu pojavu na albumu. Na iznenađenje sviju više od 95% obožavateljske pošte nakon objave albuma bilo je posvećeno Bathoryju. Tyfon je zamolio grupu da snimi studijski album. Budući da su se njegovi kolege iz skupine odselili, Quorthon je u nju doveo basista Rickarda Bergmana i bubnjara Stefana Larssona. Svoju prvu i jedinu probu prije snimanja albuma održali su 22. svibnja 1984. godine. Tijekom nje su snimili pjesme "Satan My Master" i "Witchcraft", koje će se kasnije pojaviti na kompilaciji Jubileum Volume III.
Skupina je 14. lipnja ušla u studio Heavenshore Studio u Stockholmu—preuređenu garažu—kako bi snimila svoj album prvijenac. U studiju se nalazio magnetofon iz kućne radinosti s osam kanala. Sastav se zbog malog budžeta koristio magnetofonom na pola njegove brzine kako bi sve uspio snimiti na jednu vrpcu. Također je trebao brzo raditi – snimanje i miksanje bili su dovršeni između 32 i 56 sata.

## Naslovnica albuma
Album se izvorno trebao zvati Pentagrammaton i na naslovnici se trebao pojaviti pentagram, ali to je ime bilo odbačeno kad ga je nekolicina ljudi krivo pročitala kao Pentagon. Pentagram je bio postavljen na poleđinu, a na naslovnici se pojavio retuširani dio crteža Josepha A. Smitha iz 1981. godine za knjigu Vještice Erice Jong. Za natpise na poleđini Quorthon je kupio set samoljepljivih slova u fontu gotičkog pisma; međutim, nedostajalo mu je jedno slovo 'C' i zbog toga je drugo 'C' u skladbi "Necromancy" bilo zamijenjeno slovom 'S'. Uvodna skladba, "Storm of Damnation", i zaključna skladba greškom su bile maknute s popisa skladbi.
Koza na naslovnici albuma, preuzeta s crteža Josepha Smitha, trebala je izvorno biti otisnuta u zlatnoj boji. Međutim, ta je boja bila previše skupa, pa je Quorthon zatražio da boja bude što sličnija zlatnoj; rezultat je bila žućkastija boja. Prema Swedish Death Metalu Quorthon je smatrao da izgleda "užasno" te je nakon prvih 1000 otisnutih primjeraka promijenio boju u crno-bijelu. Naslovnica sa žutom bojom postala je kolekcionarski predmet i poznata je pod imenom "Gula Geten" ("Žuta koza").

## Glazbeni stil
Daniel Ekeroth, autor knjige Swedish Death Metal, opisao je glazbeni stil albuma "mješavinom Venomovog sotonističkog rocka za tulume i energije thrash metala iz San Francisca". Iako je Bathoryjev frontmen, Quorthon, izjavio da nije slušao Venom prije snimanja albuma i da je bio nadahnut radom Black Sabbatha, Motörheada i GBH-a, bivši je bubnjar Jonas Åkerlund komentirao da je Bathory u to vrijeme bio "isključivo" nadahnut Venomom.

## Popis pjesama
Tekstovi i glazba: Quorthon. 
| 1. | »Storm of Damnation« (instrumental) | 3:07 |
| 2. | »Hades«                             | 2:45 |
| 3. | »Reaper«                            | 2:44 |
| 4. | »Necromansy«                        | 3:40 |
| 5. | »Sacrifice«                         | 3:16 |

| Side 'Evil' (Strana 'Zlo') | Side 'Evil' (Strana 'Zlo') | Side 'Evil' (Strana 'Zlo') | Side 'Evil' (Strana 'Zlo') | Side 'Evil' (Strana 'Zlo') | Side 'Evil' (Strana 'Zlo') | Side 'Evil' (Strana 'Zlo') | Side 'Evil' (Strana 'Zlo') | Side 'Evil' (Strana 'Zlo') | Side 'Evil' (Strana 'Zlo') |
| Br.                        | Skladba                    | Trajanje                   |                            |                            |                            |                            |                            |                            |                            |
| -------------------------- | -------------------------- | -------------------------- | -------------------------- | -------------------------- | -------------------------- | -------------------------- | -------------------------- | -------------------------- | -------------------------- |
| 6.                         | »In Conspirasy with Satan« | 2:29                       |                            |                            |                            |                            |                            |                            |                            |
| 7.                         | »Armageddon«               | 2:32                       |                            |                            |                            |                            |                            |                            |                            |
| 8.                         | »Raise the Dead«           | 3:41                       |                            |                            |                            |                            |                            |                            |                            |
| 9.                         | »War«                      | 2:15                       |                            |                            |                            |                            |                            |                            |                            |
| 10.                        | »Outro« (instrumental)     | 0:23                       |                            |                            |                            |                            |                            |                            |                            |
| 26:52                      |                            |                            |                            |                            |                            |                            |                            |                            |                            |

## Objava i recenzije
Bathory je bio objavljen 2. listopada 1984. te je njegova naknadna naklada od 1000 primjeraka bila prodana u dva tjedna. Otada je nosač zvuka dobio kultni status. Black Mark Production ponovo je objavio Bathory 1990. godine.
Rob Ferrier, glazbeni kritičar sa stranice AllMusic, dodijelio je albumu tri od pet zvjezdica te je izjavio: "Sama glazba ima određeni lo-fi šarm, a ako vas zanimaju takve stvari, čistu snagu ovog prvijenca ne može se ignorirati." Kanadski novinar Martin Popoff album je nazvao "okrutnom, ali povijesno dirljivom šalom" i komentirao da, iako je pokušao "biti na rubu odvratnog ekstrema", Quorthonov je prvijenac vrlo glazben "u usporedbi s norveškim grupama crnih srdaca" koje će ga navoditi kao glavni utjecaj.

## Zasluge
Bathory
- Quorthon – vokali, gitara, produkcija, dizajn
- Stefan Larsson – bubnjevi

Dodatni glazbenici
- Rickard "Ribban" Bergman – bas-gitara

Ostalo osoblje
- The Boss – produkcija, inženjer zvuka